# Girefontaine
 Girefontaine  es una población y comuna francesa, situada en la región de Franco Condado, departamento de Alto Saona, en el distrito de Lure y cantón de Vauvillers. Tiene 50 hab. (1999)

## Demografía
| 28 | 35 | 28 | 33 | 46 | 50 | 49 |
| Para los censos de 1962 a 1999 la población legal corresponde a la población sin duplicidades (Fuente: INSEE [Consultar]) |    |    |    |    |    |    |